# ロケ・メサ
ロケ・メサ・ケベード（スペイン語: Roque Mesa Quevedo、1989年6月7日 - ）は、スペイン・カナリア諸島州ラス・パルマス県テルデ出身のサッカー選手。ポジションはミッドフィールダー(MF)。スポルティング・デ・ヒホン所属。

## 経歴
カナリア諸島州ラス・パルマス県テルデ出身であり、2011年から2017年までUDラス・パルマスに所属した。2017年7月6日、プレミアリーグのスウォンジー・シティAFCと4年契約を結んだ。しかし出場機会に恵まれず、2018年1月30日にセビージャFCに期限付き移籍。
2018-19シーズンにセビージャに完全移籍。2018年9月2日のレアル・ベティスとのダービーマッチでは、二枚目のイエローカードで退場した。
2019年8月14日、2019/20シーズンはCDレガネスへローン移籍することが発表された。
2020年10月5日、レアル・バリャドリードと3年契約を締結した。